# Phil Tippett

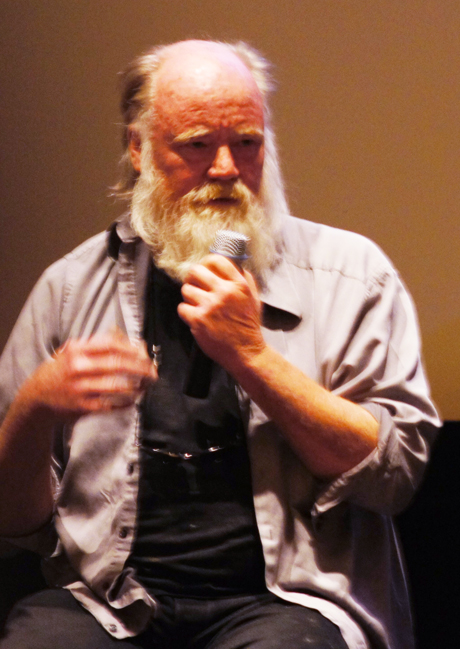
Phil Tippett, 2013

Phil Tippett (* 1951 in Illinois) ist ein US-amerikanischer Spezialist für Visuelle Effekte in der Filmindustrie, der besonders durch seine Arbeit in den Star-Wars-Filmen bekannt geworden ist. Er ist außerdem als Produzent und Regisseur tätig und wurde für seine Arbeit mehrfach ausgezeichnet.
Tippett war Anfang der 1980er Jahre an der Entwicklung der Stop-Motion- und Go-Motion-Technik in Spielfilmen maßgeblich beteiligt. Go-motion wurde erstmals in den Filmen Der Drachentöter und Star Wars – Das Imperium schlägt zurück eingesetzt.
Nach 30 Jahre Entwicklungszeit wurde sein Stop-Motion-Film Mad God beim Locarno Film Festival im Sommer 2021 gezeigt. Der Film wurde überwiegend durch Online-Spenden finanziert.

## Filmografie (Auswahl)
- 1977: Krieg der Sterne (Star Wars, stop motion animation)
- 1977: The Crater Lake Monster (miniatures builder)
- 1981: Der Drachentöter (Dragonslayer, special visual effects)
- 1983: Die Rückkehr der Jedi-Ritter (Return of the Jedi, creature design)
- 1984: Die Ewoks – Karawane der Tapferen (The Ewok Adventure, special effects)
- 1986: Auf der Suche nach dem goldenen Kind (The Golden Child, demon supervisor: ILM)
- 1986: Howard – Ein tierischer Held (Howard the Duck, stop motion supervisor: ILM visual effects unit)
- 1987: RoboCop (ed-209 sequences creator)
- 1988: Willow (visual effects: ILM)
- 1990: RoboCop 2 (animation sequences: Robocop 2)
- 1993: Jurassic Park (dinosaur supervisor)
- 1993: RoboCop 3 (stop motion animation sequences)
- 1997: Starship Troopers (creature visual effects supervisor)
- 1999: Das Geisterschloss (The Haunting, visual effects supervisor)
- 1999: Der Onkel vom Mars (My Favorite Martian, visual effects supervisor)
- 2001: Evolution (visual effects supervisor)
- 2004: Starship Troopers 2: Held der Föderation (Starship Troopers 2: Hero of the Federation, Regie)
- 2008: Die Geheimnisse der Spiderwicks (The Spiderwick Chronicles, animation supervisor sowie character designer)
- 2024: Star Wars: Skeleton Crew

## Auszeichnungen
- 1984: Sonderoscar (Beste Visuelle Effekte) für Die Rückkehr der Jedi-Ritter
- 1984: Saturn Award in der Kategorie Bestes Make-up für Die Rückkehr der Jedi-Ritter
- 1985: Emmy in der Kategorie Outstanding Special Visual Effects für Ewoks – Die Karawane der Tapferen
- 1988: Saturn Award in der Kategorie Beste Spezialeffekte für RoboCop
- 1994: British Academy Film Award in der Kategorie Beste visuelle Effekte für Jurassic Park
- 1994: Oscar in der Kategorie Beste visuelle Effekte für Jurassic Park
- 1994: Saturn Award in der Kategorie Beste Spezialeffekte für Jurassic Park
- 1998: Saturn Award in der Kategorie Beste Spezialeffekte für Starship Troopers